# Chavornay (Ain)
Chavornay ist eine Ortschaft und eine ehemalige französische Gemeinde mit 200 Einwohnern (Stand 1. Januar 2022) im Département Ain in der Region Auvergne-Rhône-Alpes. Sie gehörte  zum Kanton Hauteville-Lompnes und zum Arrondissement Belley.
Mit Wirkung vom 1. Januar 2019 wurden die ehemaligen Gemeinden Virieu-le-Petit, Brénaz, Chavornay und Lochieu zur Commune nouvelle Arvière-en-Valromey zusammengeschlossen und haben in der neuen Gemeinde den Status einer Commune déléguée. Der Verwaltungssitz befindet sich im Ort Virieu-le-Petit.

## Geographie
Chavornay liegt auf 410 m, etwa 14 Kilometer nördlich der Stadt Belley und 52 km südöstlich der Präfektur Bourg-en-Bresse (Luftlinie). Das Bauerndorf erstreckt sich im südöstlichen Bugey, an aussichtsreicher Lage auf einem nach Südwesten geneigten Hang am Fuß des Grand Colombier, am südlichen Eingang in die Senke des Valromey, rund 200 m über der Talebene des Séran.
Das Valromey bildet eine breite Senke zwischen zwei hohen Jurakämmen. Der westliche Teil des Gebietes wird von einem nach Süden abfallenden Plateau des Valromey eingenommen. Durch das Erosionstal eines kurzen Seitenbaches des Séran wird dieses Plateau vom östlich anschließenden Hang von Chavornay getrennt. Nach Osten erstreckt sich das Gebiet über den steilen, dicht bewaldeten und teilweise von Felswänden markierten Hang bis auf den breiten Jurakamm des Grand Colombier. Auf dessen südlichstem Gipfel, der Pointe de Fautriolet, wird mit 1443 m die höchste Erhebung im Umfeld von Chavornay erreicht.
Zu Chavornay gehören neben dem eigentlichen Ort auch verschiedene Weiler und Gehöfte, nämlich (von Süden nach Norden):
- Ouche (350 m) am Hang von Chavornay über der Talebene des Séran
- Charaillin (460 m) am Westhang des Grand Colombier
- La Chapelle (450 m) am Hang oberhalb des Dorfes
- Vovray (500 m) am Westhang des Grand Colombier
- Dasin (530 m) am Westhang des Grand Colombier

Nachbarorte von Chavornay sind Virieu-le-Petit im Norden, Culoz und Béon im Osten, Talissieu im Süden sowie Vieu im Westen.

## Geschichte
Erstmals urkundlich erwähnt wird Chavornay im Jahre 1198 bereits unter dem heutigen Namen. Aus späterer Zeit sind die Bezeichnungen Chauvornay (1258) und Chavorniacus (1265) überliefert. Der Ortsname geht auf den gallorömischen Geschlechtsnamen Cavorinius zurück und bedeutet so viel wie Landgut des Cavorinius (Cavoriniacum). Seit dem 12. Jahrhundert gehörte Chavornay zur Herrschaft La Tour, die unter der Oberhoheit der Grafen von Savoyen stand. Mit dem Vertrag von Lyon gelangte das Dorf im Jahre 1601 an Frankreich.

## Sehenswürdigkeiten
Die Dorfkirche Saint-André geht ursprünglich auf einen gotischen Bau zurück, der später mehrfach verändert wurde. In Chavornay und in den verschiedenen Weilern sind typische Häuser aus dem 17. bis 19. Jahrhundert erhalten.

## Bevölkerung
| Bevölkerungsentwicklung | Bevölkerungsentwicklung |
| Jahr                    | Einwohner               |
| ----------------------- | ----------------------- |
| 1962                    | 153                     |
| 1968                    | 138                     |
| 1975                    | 131                     |
| 1982                    | 136                     |
| 1990                    | 175                     |
| 1999                    | 174                     |
| 2006                    | 176                     |
| 2015                    | 220                     |

Nachdem die Einwohnerzahl in der ersten Hälfte des 20. Jahrhunderts deutlich abgenommen hatte, wurde seit Beginn der 1980er Jahre wieder eine Bevölkerungszunahme verzeichnet.

## Wirtschaft und Infrastruktur
Chavornay war bis weit ins 20. Jahrhundert hinein ein vorwiegend durch die Landwirtschaft geprägtes Dorf. Noch heute spielt der Weinbau an den Hängen unterhalb von Chavornay eine Rolle als Einnahmequelle der Einheimischen. Die Hanglagen gehören zur geschützten Herkunftsbezeichnung Bugey. Daneben gibt es einige Betriebe des lokalen Kleingewerbes, darunter eine Käserei. Mittlerweile hat sich das Dorf auch zu einer Wohngemeinde gewandelt. Viele Erwerbstätige sind Pendler, die in den größeren Ortschaften der Umgebung ihrer Arbeit nachgehen.
Die Ortschaft liegt abseits der größeren Durchgangsstraßen an einer Departementsstraße, die von Talissieu nach Virieu-le-Petit führt. Eine weitere Straßenverbindung besteht mit Artemare.